# Nuix

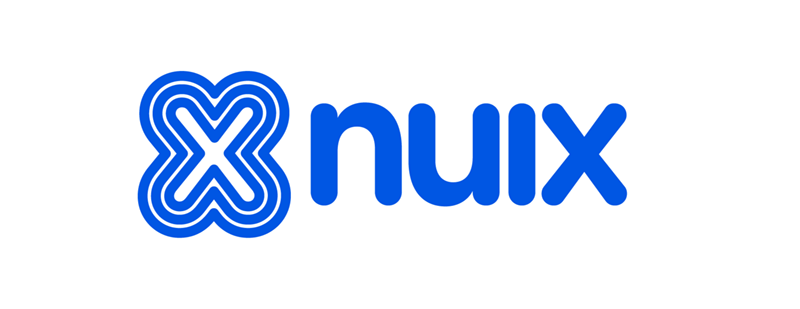
Logotipo de Nuix

Nuix Pty Ltd es una empresa australiana que produce una plataforma de software para indexar, buscar, analizar y extraer conocimiento desde datos no estructurados, con aplicaciones que incluyen la investigación digital, ciberseguridad, descubrimiento electrónico, gobierno de la información, migración de correo electrónico y privacidad. La plataforma de software se usa por organizaciones en más de 45 países.